# Produktpirateriegesetz
Als Produktpirateriegesetz werden Gesetze zur Bekämpfung der Produktpiraterie in Deutschland und Österreich bezeichnet.

## Deutschland
Das Gesetz zur Stärkung des Schutzes des geistigen Eigentums und zur Bekämpfung der Produktpiraterie vom 7. März 1990 (amtliche Abkürzung: PrPG; veröffentlicht im Bundesgesetzblatt I vom 13. März 1990, S. 422) sollte die gesetzlichen Regelungen zur Verfolgung und Ahndung von Schutzrechtsverletzungen im Bereich des geistigen Eigentums verbessern und dazu aufbauend auf einer Verbesserung des rechtlichen Instrumentariums insgesamt vor allem die Voraussetzungen für eine schnelle und wirkungsvolle Bekämpfung der planmäßig, gezielt und massenhaft begangenen Schutzrechtsverletzungen (so genannte Produktpiraterie) schaffen. Hierzu brachte das Gesetz hauptsächlich eine Verschärfung der strafrechtlichen Sanktionsmöglichkeiten, die Erweiterung der Vernichtungs- und Einziehungsmöglichkeiten und die Schaffung eines besonderen Auskunftsanspruchs. Weiter wurde die Möglichkeit der Grenzbeschlagnahme durch die Zollbehörden eingeführt. Auf europarechtlicher Grundlage brachten die EU-Produktpiraterie-Verordnung (Verordnung (EG) Nr. 1383/2003 des Rates) und die Richtlinie 2004/48/EG des Europäischen Parlaments und des Rates vom 29. April 2004 zur Durchsetzung der Rechte des geistigen Eigentums (ABl. EU Nr. L 195 S. 16) sowie das nachfolgende Gesetz zur Verbesserung der Durchsetzung von Rechten des geistigen Eigentums vom 7. Juli 2008 (BGBl. I S. 1191 ff vom 11. Juli 2008) erhebliche Ausweitungen der Durchsetzungs- und Sanktionsmöglichkeiten.

## Österreich
Das Produktpirateriegesetz 2004 (PPG 2004)  regelt in Österreich das Vorgehen der Zollbehörden gegen Produktpiraterie. Dieses Gesetz ist die österreichische Umsetzung der europäischen Produktpiraterie-Verordnungen.  Es regelt die Strafen für die Einfuhr von Schwarzkopien in den EU-Raum.